# Colom imperial dorsifosc
El colom imperial dorsifosc (Ducula lacernulata) és una espècie d'ocell de la família dels colúmbids (Columbidae) que habita boscos de les muntanyes de Java, Bali, Lombok i Flores.